# Tripyla gigantea
Tripyla gigantea is een rondwormensoort uit de familie van de Tripylidae.